# Stanislav Chmela
Stanislav Chmela (* 10. listopadu 1933) je bývalý český fotbalista, útočník.

## Fotbalová kariéra
V československé lize hrál za Jiskru Otrokovice. Nastoupil ve 23 ligových utkáních a dal 3 ligové góly. Je odchovancem Vracova. Hrál také za Spartak Kroměříž.

## Ligová bilance
| Ročník                                   | Zápasy | Góly | Klub              |
| ---------------------------------------- | ------ | ---- | ----------------- |
| 1. československá fotbalová liga 1964/65 | 23     | 3    | Jiskra Otrokovice |
| CELKEM                                   | 23     | 3    |                   |